# سد انحرافی

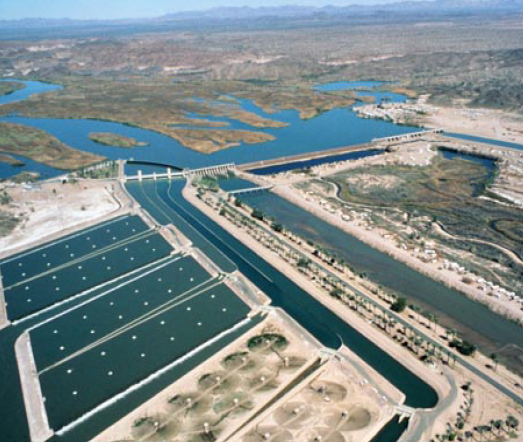
سد پادشاهی که رودخانه کلرادو را در جنوب غربی ایالات متحده منحرف می‌کند.

سد انحرافی (به انگلیسی: Diversion dam) به سدی گفته می‌شود که همه یا بخشی از جریان رودخانه را از مسیر طبیعی خود منحرف می‌کند. سدهای انحرافی معمولاً آب را در مخزن ذخیره نمی‌کنند. به جای آن، آب به یک مسیر یا کانال آب مصنوعی منحرف می‌شود که ممکن است برای آبیاری استفاده شود یا پس از عبور از ژنراتورهای برق آبی به رودخانه بازگردد، به رودخانه دیگری سرازیر شود یا خود به عنوان سدی باشد و مخزن آب زیرزمینی یا آب‌های زیرزمینی یا زهکش جریانی را تشکیل دهد. .
یک سد انحرافی اولیه، سد سد الکفارا مصر باستان در وادی الغراوی است که در حدود بیست و پنج کیلومتری جنوب قاهره قرار داشت. این سازه که در حدود ۲۶۰۰ سال پیش از میلاد برای کنترل سیل ساخته شد، ۱۰۲ متر طول در پایه و ۸۷ متر پهنا داشت. در حالی که هنوز در حال ساخت بود بر اثر سیل ویران شد.